# عباس دریس
عباس دریس (زادهٔ ۱۳۵۲ در آبادان) شهروند و کارگر اهل ایران است. او از معترضان اعتراضات آبان ۹۸ و همچنین شاهد قتل‌عام ماهشهر است که توسط نیروهای امنیتی جمهوری اسلامی بازداشت و متعاقباً به اتهام محاربه به اعدام محکوم شد.

## زندگی
عباس دریس متولد ۱۳۵۲ در آبادان است. او بعداً به‌خاطر جنگ به بندر ماهشهر مهاجرت کرد. عباس دریس دارای سه فرزند به نام‌های علی، مهدی و محمد است. حرفهٔ او کارگری و صنایع دستی با چرم است.

### مرگ همسر
کفایه حزباوی، همسر عباس دریس، پس از پیگیری‌های بسیار دربارهٔ پرونده عباس دریس و مطلع شدن از احتمال دریافت حکم اعدام همسرش، به دلیل فشارهای روحی دچار سکته مغزی شد و مدتی بعد جان خود را از دست داد.

## قتل‌عام ماهشهر و بازداشت
عباس دریس در حاشیه قتل‌عام ماهشهر در جریان اعتراضات آبان ۱۳۹۸ ایران توسط نیروهای امنیتی جمهوری اسلامی دستگیر شد.

## دادگاه و حکم اعدام
عباس دریس بابت اتهام «محاربه» توسط دادگاه انقلاب ماهشهر، به اعدام محکوم شده‌است. وکیل مدافع دریس در توییتر نوشت که رای دادگاه به وی ابلاغ شده‌است. وی همچنین افزود که محسن دریس، برادر عباس، در این پرونده تبرئه شده و آزاد خواهد شد.
در رای دادگاه انقلاب ماهشهر گفته شده حکم براساس اعترافات عباس دریس صادر شده. در اعترافات اولیه دریس گفته در اعتراضات ماهشهر، با توجه به فاصله زیاد، پس از شلیک با اسلحه، متوجه نشده که آیا گلوله‌ای به فردی اصابت کرده یا خیر اما، مشاهده کرده که در آن سو، افرادی افتادند.
وکیل این زندانی سیاسی تأکید کرد که اعترافات عباس دریس در وزارت اطلاعات انجام شده و او در دادگاه، اتهامات را رد کرده و گفته در جریان آنچه در نیزارهای ماهشهر رخ داده به کسی شلیک نکرده و کسی را نکشته‌است.

### تأیید حکم و واکنش‌ها
در تیرماه ۱۴۰۲ اعلام شد که حکم اعدام عباس دریس توسط دیوان عالی تأیید شده‌است. فرشته تابانیان وکیل او دراین‌باره گفت: «حکم اعدام موکلم عباس دریس در شعبه سی‌ونُه دیوان عالی کشور به اتهام محاربه بدون توجه به ایرادات ذکر شده تأیید شد. از این حکم اعاده دادرسی خواهم کرد. متأسفانه حتی این حکم به من ابلاغ نشد و من از طریق ابلاغ استحضاری شعبه اول دادگاه انقلاب ماهشهر متوجه شدم.» وکیل او همچنین گفته که «در هیچ‌کدام از مراحل بازپرسی و دادگاه» به تیراندازی اقرار نکرده است، ضمن اینکه خانواده مامور جان باخته یگان ویژه در ماهشهر نیز «رضایت» داده‌اند. بعد از تأیید حکم اعدام عباس دریس، مادر و سه فرزند او در پیام‌های ویدئویی، خواهان لغو این حکم شدند و از مردم خواستند به آنها کمک کنند. وکلای او اعلام همچنین کردند که عباس دریس هیچ شاکی خصوصی ندارد. یکی از فرزندان او می‌گوید: «خواهش می‌کنیم جون پدرمون رو به ما ببخشند. ما مادرمون براثر حکمی که به پدرمون دادند، سکته کرد و فوت شد. ما جز پدرمان کسی را نداریم.»  در چهلمین هفته از جمعه‌های اعتراضی در زاهدان، معترضان خواستار آزادی عباس دریس و توماج صالحی شدند.

### نامهٔ فرزندان
فرزند بزرگ‌تر عباس دریس، درنامه‌ای که نوشت، از مردم خواست به او و خانواده‌اش جهت نجات جان پدرش کمک کنند:
مردم مهربان دنیا؛
من علی دریس بزرگ‌ترین فرزند عباس و کفایه هستم. متأسفانه مادرم با شنیدن خبر احتمال محکوم شدن پدرم به اعدام، سکته کرد و ما را تنها گذاشت. اکنون پدرم در خطر اعدام هست، من و برادرانم مهدی دوازده ساله و محمد که هشت سال دارد،  میپرسیم آیا این دنیا آنقدر بیرحم است که نگاه کند ما پدرمان را هم از دست بدهیم. ما سه کودک از همه سازمان‌ها، دولت‌ها و مردم مهربان دنیا و حتی کودکان در دنیا می‌خواهیم کمک کنند پدرم اعدام نشود. این خیلی وحشتناک است، کمک کنید پدرم به خانه برگردد.
علی دریس ١٦ ساله .— علی دریس